# 1928年アムステルダムオリンピックのサッカー競技
1928年アムステルダムオリンピックのサッカー競技（1928ねんアムステルダムオリンピックのサッカーきょうぎ）は、1928年5月27日に開幕した。6月13日に決勝戦が行われ、金メダルを獲得したのはウルグアイであった。

## 概要
サッカー競技が一旦オリンピックのスケジュールから外される直前の大会となった。優勝は引き分け再試合の結果、2大会連続でウルグアイが金メダルを持ち帰る事になった。このオリンピックでの2大会連続優勝は本国ウルグアイで行われた1930年のワールドカップへ向けて大きな原動力となった。

## 大会方式
参加国は17カ国。ポルトガルとチリで予選を行い1回戦に参加するチームを16チームと言うトーナメントを行うのに適した数に整えられた。前回大会で行われなかった敗者復活戦が復活した。試合はアムステルダムの他、ロッテルダムで敗者復活戦2試合が行われた。

## 参加国
参加国は以下の17カ国である。
- アルゼンチン
- ベルギー
- チリ
- ドイツ
- エジプト
- スペイン
- フランス
- イタリア
- ルクセンブルク
- メキシコ
- オランダ
- ポルトガル
- スイス
- トルコ
- ウルグアイ
- アメリカ合衆国
- ユーゴスラビア

## 試合結果

### 予選
| 5月27日 |  | ポルトガル | 4 | - | 2 | チリ |

### 1回戦
| 5月27日 |  | ルクセンブルク | 0 | - | 4 | ベルギー       |
| 5月27日 |  | スイス         | 0 | - | 4 | ドイツ         |
| 5月28日 |  | トルコ         | 1 | - | 7 | エジプト       |
| 5月29日 |  | フランス       | 3 | - | 4 | イタリア       |
| 5月29日 |  | ユーゴスラビア | 1 | - | 2 | ポルトガル     |
| 5月30日 |  | スペイン       | 7 | - | 1 | メキシコ       |
| 5月30日 |  | オランダ       | 0 | - | 2 | ウルグアイ     |
| 8月6日  |  | アルゼンチン   | 2 | - | 0 | アメリカ合衆国 |

### 準々決勝
| 6月1日 |  | イタリア     | 1 | - | 1 | スペイン   |
| 6月2日 |  | アルゼンチン | 6 | - | 3 | ベルギー   |
| 6月3日 |  | ポルトガル   | 1 | - | 2 | エジプト   |
| 6月3日 |  | ドイツ       | 1 | - | 4 | ウルグアイ |

再試合
| 6月4日 |  | イタリア | 7 | - | 1 | スペイン |

### 準決勝
| 6月6日 |  | アルゼンチン | 6 | - | 0 | エジプト   |
| 6月7日 |  | イタリア     | 2 | - | 3 | ウルグアイ |

### 3位決定戦
| 6月10日 |  | イタリア | 11 | - | 3 | エジプト |

### 決勝
| 6月10日 |  | ウルグアイ | 1 | - | 1 | アルゼンチン |

再試合
| 6月13日 |  | ウルグアイ | 2 | - | 1 | アルゼンチン |

### 順位決定戦
| 6月5日 |  | オランダ | 3 | - | 1 | ベルギー |
| 6月5日 |  | チリ     | 3 | - | 1 | メキシコ |

| 6月8日 |  | オランダ | 2 | - | 2 | チリ |

## 最終結果
| 順位 | 国・地域     |
| ---- | ------------ |
| 1    | ウルグアイ   |
| 2    | アルゼンチン |
| 3    | イタリア     |
| 4    | エジプト     |

## 各国メダル数
| 順 | 国・地域     | 金 | 銀 | 銅 | 計 |
| -- | ------------ | -- | -- | -- | -- |
| 1  | ウルグアイ   | 1  | 0  | 0  | 1  |
| 2  | アルゼンチン | 0  | 1  | 0  | 1  |
| 3  | イタリア     | 0  | 0  | 1  | 1  |